# 2021년 삼성 라이온즈 시즌
2021년 삼성 라이온즈 시즌은 삼성 라이온즈가 KBO 리그에 참가한 40번째 시즌이다. 허삼영 감독이 팀을 이끈 2번째 시즌으로, 박해민이 주장을 맡았으며, 도중에 이원석이 임시 주장을 맡았다. 팀은 정규 시즌에서 kt 위즈와 승률 공동 1위를 기록하여 1위 결정전을 치르게 되었고, 여기서 패배하여 정규 시즌 2위로 6년만에 포스트시즌에 진출했다. 그러나 불펜 평균자책점이 4.80으로 8위에 그쳐 플레이오프에서 두산 베어스에게 2전 2패로 스윕을 당하며 탈락해 최종 순위는 3위가 되었는데 좌완 불펜요원 중 한 명이었던 이승현이 부상 문제로 플레이오프 엔트리에서 제외된 것이 컸다.

## 선수단
- 선발투수: 백정현, 원태인, 뷰캐넌, 최채흥, 라이블리, 몽고메리, 이재희, 구준범, 이승민, 허윤동
- 구원투수: 우규민, 이승현, 최지광, 노건우, 심창민, 문용익, 이상민, 홍정우, 임현준, 이재익, 양창섭, 김대우, 박세웅, 김무신, 이승현, 장필준
- 마무리투수: 오승환
- 포수: 강민호, 김민수, 권정웅, 김응민, 김도환
- 1루수: 오재일, 최영진, 이성곤, 이태훈, 김호재, 백승민
- 2루수: 김상수, 안주형
- 유격수: 김지찬, 이학주, 오선진
- 3루수: 이원석, 강한울
- 좌익수: 김헌곤, 송준석, 김동엽
- 중견수: 박해민, 박승규, 김성표
- 우익수: 구자욱, 김현준, 김성윤
- 지명타자: 피렐라

## 타이틀
- 규정타석 충족 : 피렐라 (621), 구자욱 (610), 박해민 (542), 김상수 (496), 오재일 (484), 이원석 (480), 강민호 (462)
- 규정이닝 충족 : 뷰캐넌 (177), 원태인 (158.2), 백정현 (157.2)
- 득점 : 구자욱 (107)
- 3루타 : 구자욱 (10)
- 도루 실패 : 박해민 (15)
- 희생타 : 박해민 (16)
- 완봉 : 뷰캐넌 (1)
- 다승 : 뷰캐넌 (16)(모두 선발)
- 선발승 : 뷰캐넌 (16)
- 구원승 : 최지광 (7)
- 세이브 : 오승환 (44)
- 3루타 허용 : 뷰캐넌 (4)
- 수비율 : 뷰캐넌 (1.000)
- 투수 WPA : 오승환 (4.31)
- 타자 WPA : 오재일 (9월 9일 KT전, 0.903)
- 어시스트 : 김상수 (359)
- 선발 GSC : 뷰캐넌 (4월 15일 한화전, 93)
- 올스타 선발 : 원태인 (선발투수), 우규민 (구원투수), 오승환 (마무리투수), 강민호 (포수), 오재일 (1루수), 김상수 (2루수), 이원석 (3루수), 김지찬 (유격수), 구자욱 (외야수), 박해민 (외야수), 피렐라 (지명타자)
- KBO 골든글러브 : 강민호 (포수), 구자욱 (외야수 3위)
- 포브스 구단가치 평가 1위: 삼성 라이온즈 (1000억)
- WBSC 선정 2020 도쿄 올림픽 베스트 라인업: 박해민 (중견수)
- 동국대학교 스포츠매거진 다르마 선정 동국대 올스타: 배영섭 (좌익수), 박한이 (우익수)
- 컴투스 프로야구 레전드 카드: 이만수
- 컴투스프로야구 삼성 라이온즈 베스트 라인업: 원태인 (선발투수)

### 퓨처스리그
- 타점: 이태훈 (65)
- 남부리그 홈런: 이태훈 (12)

## 여담
- 문용익은 이 시즌 1군에 데뷔하여 KBO 리그 역대 1군 출전 선수 중 첫 세계사이버대학교 출신 투수가 되었다.
- 팀은 9월 12일부터 9월 14일까지 KBO 리그 사상 최초의 3경기 연속 무승부를 기록했다. 이 중에는 한화 이글스와의 더블헤더 1, 2차전 경기도 포함되어 있는데, 더블헤더 두 경기가 모두 무승부로 끝난 것은 KBO 리그 사상 최초다.
- 오승환은 이 시즌에 KBO 리그 사상 최초로 KBO 리그 통산 300세이브를 달성했다.
- 뷰캐넌은 2013년 이후 규정 이닝을 채운 투수 중 KBO 리그 역대 최초로 도루허용률 100%를 기록했다.
- 김현준은 이 시즌까지 주자득점률 200%를 기록하여 2013년 이후 KBO 리그 10대 타자 통산 최다 기록을 세웠다.
- 오승환은 WAR 2.70으로 KBO 리그 역대 단일 시즌 0승 투수 중 최고 WAR 기록을 세웠다.
- 박승규는 포스트시즌에서 타석 당 8구를 상대하여 KBO 포스트시즌 사상 최다 기록을 달성했다.

## 같이 보기
- 2022년 삼성 라이온즈 시즌